# Catenicella delicatula
Catenicella delicatula är en mossdjursart som först beskrevs av Wilson 1880.  Catenicella delicatula ingår i släktet Catenicella och familjen Catenicellidae. Inga underarter finns listade i Catalogue of Life.